# Dedenborn

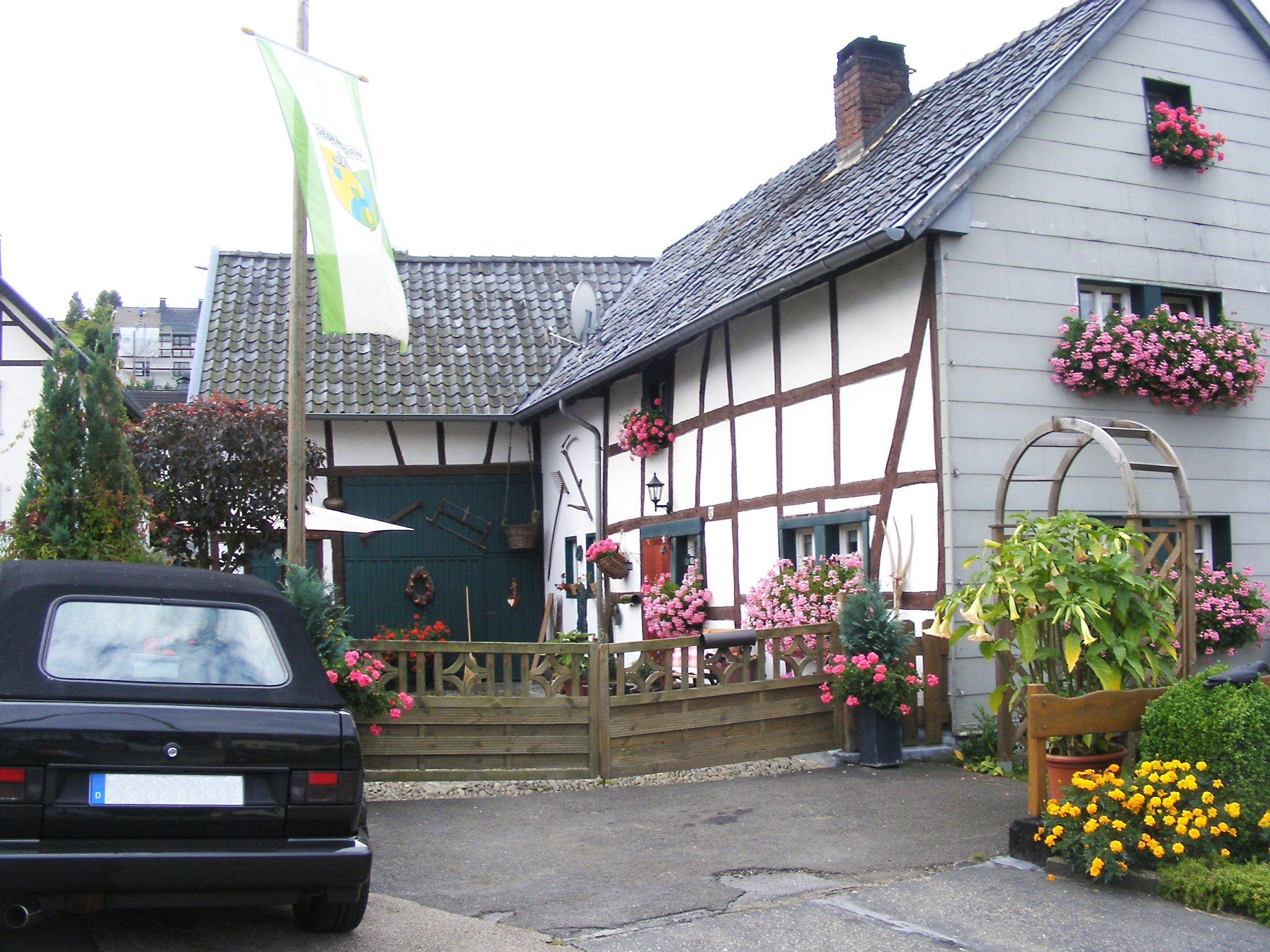
Fachwerk-Winkelhof

Dedenborn ist ein Ortsteil der Gemeinde Simmerath in der Städteregion Aachen.

## Geographie

### Geographische Lage
Er liegt an der Rur ca. 10 km östlich von Monschau an der L106 zur Rurtalsperre in der Nord-Eifel.

### Geologie
Der Ort ist auf Gesteinen des Unterdevons errichtet, die als Rurberg-Schichten bezeichnet werden. Es handelt sich um eine Abfolge von Sedimentgesteinen, bestehend aus dunkelgrauen Tonschiefern, in die einzelne Grauwacken-Bänke eingelagert sind, die während des Pragiums vor etwa 410 Millionen Jahren auf einem tiefgelegenen Schelfbereich abgelagert wurden. Während der variszischen Orogenese vor etwa 300 Millionen Jahren wurden diese Ablagerung gefaltet. Am südwestlichen Ortsausgang befindet sich eine besondere tektonische Erscheinung, die als Mullion-Struktur bezeichnet wird und in der Eifel nur zwischen Einruhr und Monschau vorkommt.

## Geschichte
Die Anfänge des Ortes liegen im Dunkeln, obwohl Heimatforscher des Eifelvereines um eine systematische Aufarbeitung bemüht sind. Einige Lehrer vor Ort haben durch Publikationen insoweit Beiträge geleistet. Die Ortsbezeichnung Dedenborn wurde erstmals in einer Steuerliste von 1559 (aufbewahrt im Landesarchiv Düsseldorf) genannt. Eine Pfarrkirche (Tochterkirche der Pfarrei von Simmerath) erhielt der Ort, laut Datierung über dem Portal, 1717.
Wie das gesamte Monschauer Land gehörte Dedenborn vom Zeitpunkt seiner mutmaßlichen Entstehung bis zum Ende des 18. Jahrhunderts zum Herzogtum Jülich. Nachdem 1794 das gesamte Linke Rheinufer während des Ersten Koalitionskrieges besetzt war, gehörte das Gebiet von 1798 bis 1814 zu Frankreich. Simmerath und Umgebung gehörte zum Kanton Montjoie im Arrondissement Aachen im Rur-Département. Aufgrund der 1815 auf dem Wiener Kongress getroffenen Vereinbarungen wurde das Gebiet dem Königreich Preußen zugeordnet, von 1822 bis zum Ende des Zweiten Weltkriegs war es Teil der Rheinprovinz. Im Zweiten Weltkrieg wurde der Ort verschont, da er nicht unmittelbar am Westwall gelegen war.
Durch das Gesetz des Landes Nordrhein-Westfalen zur Neugliederung der Gemeinden und Kreise des Neugliederungsraumes Aachen (das so genannte Aachen-Gesetz) vom 14. Dezember 1971 wurde Dedenborn (vormals Gemarkung von Dreiborn) am 1. Januar 1972 der Gemeinde Simmerath zugewiesen.
Vom aufstrebenden Tourismus im Zuge der zweiten Ausbaustufe der Rurtalsperre (1955–1959) hat Dedenborn im 20. Jahrhundert zunächst noch nicht profitiert. Es liegt 5 km vom Wasser entfernt auf einer Hochfläche inmitten agrarisch genutzter Flächen. Dies änderte sich erst durch die Gründung des Nationalparks Eifel und die Einrichtung eines neuen Naturlehrpfades auf der Grundlage eines älteren Waldlehrpfads entlang der Rur-Auen zwischen Einruhr und Dedenborn; dennoch hat der Ort seinen ruralen Charakter bewahrt und ist auch zu Beginn des 21. Jahrhunderts noch nicht auf die dauerhafte Beherbergung von Feriengästen eingestellt.

## Kultur und Sehenswürdigkeiten

### Bauwerke

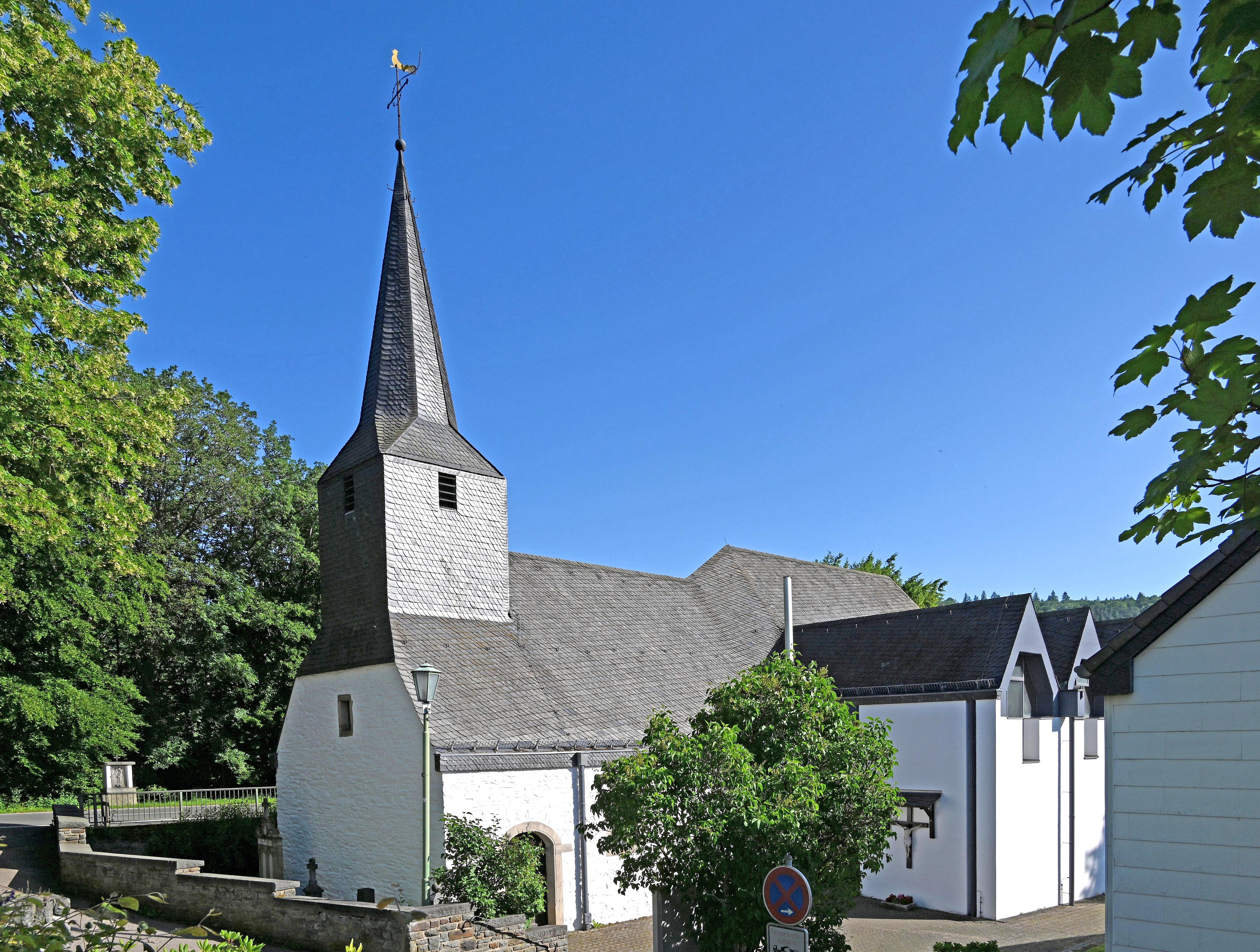
Pfarrkirche

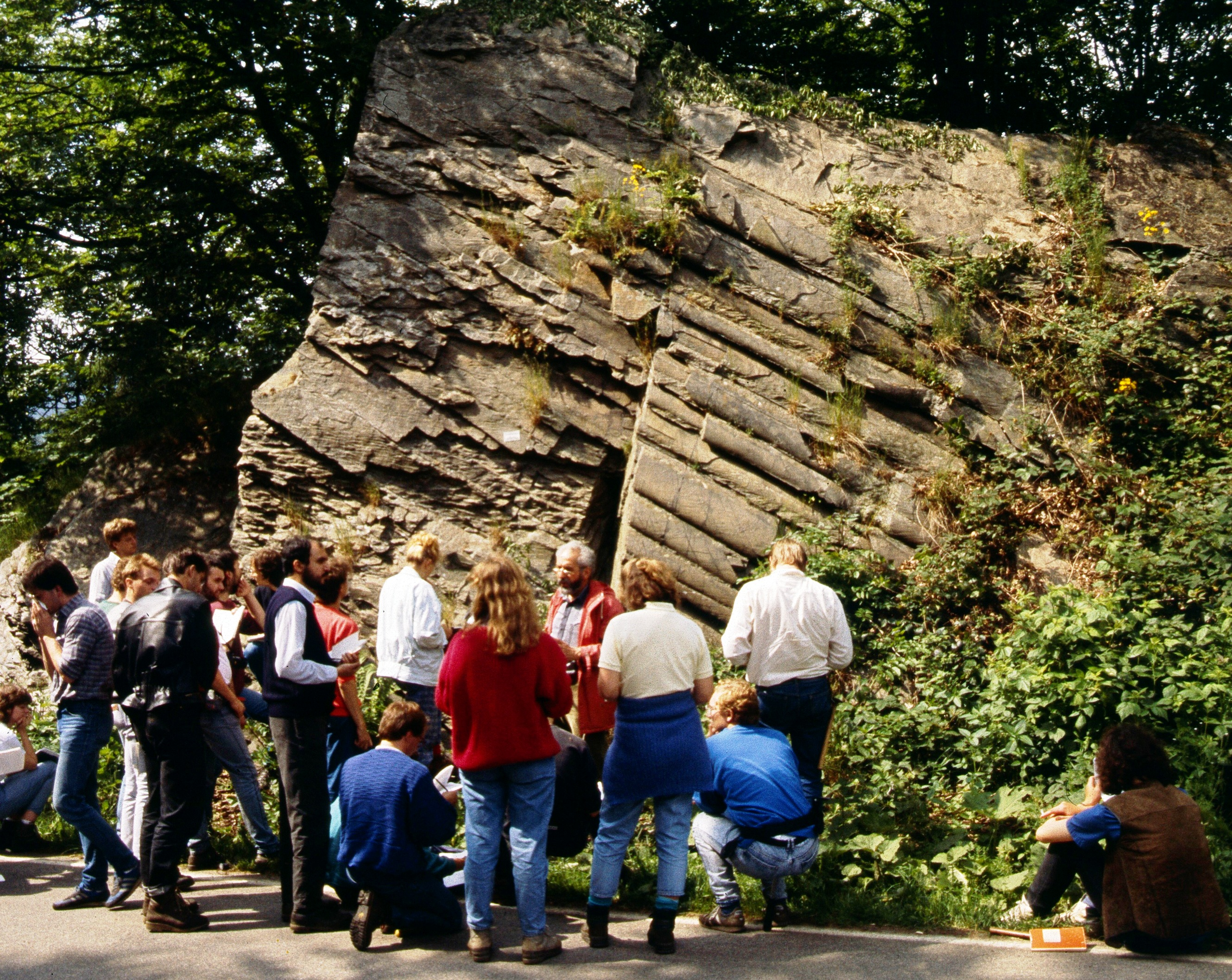
Mullion-Felsen an der L 106 am südwestlichen Ortsausgang von Dedenborn. Blick auf die Unterseite einer in Mullions zerlegten Grauwackenbank.

- Die katholische Pfarrkirche St. Michael (1717), ursprünglich ein kleiner einschiffiger Bau, wurde im 20. Jahrhundert durch ein Querhaus erweitert. Die Inneneinrichtung (Kreuzweg-Reliefs, Kreuzigungsgruppe, Heiliger Michael) ist ländlicher Barock (18. Jahrhundert).

### Naturdenkmäler
- Oberhalb des Dorfes liegt ein kleiner Rebhang, mit dem Timo Löhrer ein privat finanziertes Sortiment von 20 Flaschen pro Jahr in einem Gebiet, in dem es keinen offiziellen Weinbau gibt, erzielt. In der Sendung Lokalzeit stellte der WDR am 28. Juni 2003 den Dedenborner Hobby-Winzer vor.
- Der Geologe Wolfgang Schmidt entdeckte 1952 beim Neubau eines Abschnittes der Landstraße 106 nach Monschau eine tektonische Struktur, die im übrigen Rheinischen Schiefergebirge nicht bekannt war. Nach der Ähnlichkeit der Oberflächenstrukturen mit dem Stabwerk gotischer Kirchenfenster in England, wird eine solche Formation Mullion (dies entspricht dem englischen Wort für Stabwerk) genannt. Der Fels ist ein häufiges Exkursionsziel geologischer Expertenteams.
- Obwohl der ca. 5 km lange Rundwanderweg zwischen Dedenborn und Einruhr außerhalb des Nationalpark Eifel liegt, ist er in das Naturschutzkonzept eingebunden. Das kurze Südende des Obersees südlich der Steinbrücke von Einruhr ist Biotop mit Brutinseln für den Flussregenpfeifer und auf 2 km Naturlehrpfad. Zwischen den Feuchtwiesen entlang der Rur (Seifenauel und Rauchenauel) und dem Waldrand finden sich Röhricht-Vegetation und Hochstaudenfluren.
- Die Schöne Aussicht ist ein historischer Aussichtspunkt hoch über dem Südende des Obersees zwischen Dedenborn und Einruhr und heutiges Landschaftsschutzgebiet. Landrat Bernhard Paul Friedrich Hugo von Scheibler, der Friedrich Wilhelm IV. bei seinem Besuch im Monschauer Land begleitet hatte, errichtete dort 1887 ein steinernes Kreuz, das seither mehrfach erneuert wurde. Nur der Sockel, der das Familienwappen des Landrats trägt, ist noch der ursprüngliche. Der Blick von hier in Richtung Dedenborn ist auch in jüngerer Zeit noch ein Motiv für Eifler Heimatmaler.
- Durch den Ort führen die Radwanderwege:
  - Eifel-Höhen-Route, der als Rundkurs um den Nationalpark Eifel führt.
  - RurUfer-Radweg, der die höchste Erhebung des Hohen Venn mit der Mündung der Rur in die Maas verbindet.
- Dedenborn wird von zahlreichen Haupt- und Fernwanderwegen durchquert:
  - Matthiasweg, der als Hauptwanderweg 6 des Eifelverein Aachen mit Trier verbindet.
  - Eifelsteig, der als Premium-Wanderweg in 15 Etappen die Eifel von Aachen nach Trier durchquert. Etappe 3 von Monschau nach Simmerath-Einruhr streift dabei das Gemeindegebiet von Dedenborn.
  - Wildnis-Trail, der als Naturwanderweg des Nationalpark Eifel in vier Etappen von Monschau-Höfen nach Hürtgenwald-Zerkall führt. Etappe 1 von Monschau-Höfen nach Simmerath-Einruhr streift dabei das Gemeindegebiet von Dedenborn.

### Regelmäßige Veranstaltungen
- jährliches weit über die Grenzen Dedenborns bekanntes Schützenfest über Pfingsten, veranstaltet durch die St. Michael Schützenbruderschaft Dedenborn 1932 e. V.
- jährliches Grillfest am 3. Oktober an der Grillhütte „Spicher“, veranstaltet durch den Verkehrsverein Dedenborn von 1969

### Jugendzeltplatz Dedenborn
Es gibt einen Jugendzeltplatz in der Ruraue, der schon in den 1930er Jahren an Jugendgruppen vermietet wurde. Er wird vom Pfadfinderstamm DPSG Stamm Maximilian Kolbe e. V. Lammersdorf betreut und hat Platz für rund 100 Personen.

## Verkehr
Die AVV-Buslinie 83 der ASEAG verbindet Dedenborn mit Simmerath und Einruhr. Zudem kann man den NetLiner benutzen.
| Linie              | Verlauf |
| ------------------ | --- |
| 83                 | Simmerath – (Huppenbroich –) Eicherscheid – Hammer – Dedenborn – Einruhr – Erkensruhr |
| NetLiner Simmerath | NetLiner: Fährt 30 min. nach der Buchung. Fährt an Schultagen Mo–Fr von 8–11:30 Uhr und von 15:30–19:30. In den Ferien Mo–Fr von 8–11:30 Uhr und von 12:45 bis 19:30 Uhr Bedient: Simmerath, Eicherscheid, Huppenbroich, Hammer, Dedenborn, Seifenaul, Einruhr und Erkensruhr |